# Pornobisogno
Pornobisogno è un singolo promozionale del gruppo musicale italiano Management, pubblicato il 4 febbraio 2012 da MArteLabel.
In occasione del decimo anniversario dell'album Auff!!, il brano è stato reiterpretato da Fumettibrutti in collaborazione con Andrea Sologni.

## Descrizione
Il singolo ha anticipato la pubblicazione del primo album in studio del gruppo, intitolato Auff!! (2012). Scritto da Luca Romagnoli e composto da Marco Di Nardo, il brano è stato prodotto da Manuele "Max Stirner" Fusaroli insieme agli stessi membri del Management. Le registrazioni si sono svolte tra il giugno e l'ottobre del 2011 presso il Natural Head Quarter Studio di Ferrara.
Pornobisogno è la traccia d'apertura del disco. La tematica alla base del testo esplora la comunicazione manipolatoria insita nella pratica politica, i cui effetti, nel rapporto dialettico tra elettore ed eletto, sono paragonati alla diffusione di malattie veneree. Il brano è raccontato dal punto di vista di un generico presidente intento a veicolare la sua agenda propagandistica per mezzo dei media. Il titolo metaforicamente si riferisce all'elettorato, necessario all'uomo politico per poter esercitare il proprio potere.

## Video musicale
Il singolo è accompagnato da un video musicale diretto da Carmine Amoroso e presentato in anteprima il 4 febbraio 2012. Le immagini del filmato sono tratte da un documentario realizzato dallo stesso Amoroso e incentrato sulla carriera di Riccardo Schicchi, noto regista di film pornografici. Il video mette in scena spettacoli erotici e momenti di intrattenimento per adulti avvenuti durate passate edizioni del MiSex di Milano.
Al momento della pubblicazione, il video è stato censurato da YouTube per la presenza di contenuti di natura sessuale o nudità. In risposta alla decisione del sito di video-sharing, la Repubblica XL ha deciso di rendere disponibile sulla propria piattaforma il videoclip del brano.

## Accoglienza
Il brano è stato acclamato dalla critica specializzata, la quale ha apprezzato la componente provocatoria del testo e la natura dirompente della produzione. La rivista Rockit ha inserito Pornobisogno nella classifica delle 100 migliori canzoni italiane del decennio. Il relativo video è stato candidato per il Premio Italiano Videoclip Indipendente. Il brano è stato al centro di una controversa esibizione in occasione del concerto del Primo Maggio del 2013.

## Classifiche
| Classifica (2022)     | Posizione massima |
| --------------------- | ----------------- |
| Italia (indipendenti) | 66                |